# Ria-Sirach
Ria-Sirach är en kommun i departementet Pyrénées-Orientales i regionen Occitanien i södra Frankrike. Kommunen ligger i kantonen Prades som tillhör arrondissementet Prades. År 2022 hade Ria-Sirach 1 294 invånare.

## Befolkningsutveckling
Antalet invånare i kommunen Ria-Sirach
| Referens: INSEE |